# Liste der Stolpersteine in Wilsdruff
In der Liste der Stolpersteine in Wilsdruff werden die vorhandenen Gedenksteine aufgeführt, die im Rahmen des Projektes Stolpersteine des Künstlers Gunter Demnig bisher in Wilsdruff verlegt worden sind.

## Verlegte Stolpersteine
| Stolperstein      | Inschrift | Standort                      | Name, Leben |
| ----------------- | --- | ----------------------------- | --- |
| weitere Bilder \| | Hier wohnte Fritz Richard Pöthig Jg. 1899 eingewiesen 1944 Landesanstalt Arnsdorf ‘verlegt’ 1944 Heilanstalt Grossschweidnitz ermordet 8.6.1944 | Dresdner Straße 26 (Standort) | Fritz Richard Pöthig, geb. 1899, und Johanna, geb. 1900, waren in Wilsdruff als Verwalterehepaar in Keils Guts tätig. Beide hatten zwei Söhne: Karl-Heinz und Joachim. Richard Pöthig verlor nach einem Eigentümerwechsel seine Anstellung, eine neue fand er in einem Gußstahlwerk. Vermutlich als Spätfolge seiner Kriegsverletzungen während seines Dienstes beim Sächsischen Fußartillerieregiment 19 erlitt er häufig epileptische Anfälle. 1944 wurde er in die Landesanstalt Arnsdorf eingewiesen. Im April 1944 wurde er nach Großschweidnitz verlegt, wo er am 8. Juni verstarb. Er und seine Frau standen dem Nazi-Regime kritisch gegenüber. |
| weitere Bilder \| | Hier wohnte Johanna Pöthig geb. Huhn Jg. 1900 gedemütigt/entrechtet Zwangsscheidung                                                             | Dresdner Straße 26 (Standort) | Johanna Pöthig, geb. Huhn (* 1900) |

## Verlegedatum
- 29. September 2015[3]